# Микеле Санмикели
Микеле Санмикели (итал. Michele Sanmicheli; Верона, 1484 — Верона, 1559) је био италијански ренесансни архитекта и поред Антонија да Сангала млађег најпознатији градитељ утврђења свог времена. Сматра се да је први употребио систем одбране градова помоћу бастиона.

## Живот и дело
Школовао се у Риму као Брамантеов ученик и дуже време деловао у Ватикану. Године 1528. ставља се у службу Млетачке републике која га 1535. године поставља за свог главног инжињера. У Венецији је повећао и учврстио готово сва утврђења, први је изградио и зидине на Лиду (1535—1549), а градио је и утврђења широм поседа Републике, па тако и у Задру.
У родној Верони је на старим градским зидинама изградио импозантна врата, међу којима су најпознатија „Porta Nuova“. Тамо је саградио и палате „Palazzo Bevilacqua“ и „Palazzo Pompei“, а у Венецији „Palazzo Grimani“. Израдио је и пројекте за цркву „Madonna di Campagna“ у Верони, која је довршена после његове смрти, као и за утврђење „San Andrea“ на улазу у венецијанску луку.
Санмикелијеве грађевине снажно су утицале на стил веронских палата које се одликују грубо тесаним каменом рустикалном обрадом тзв. босиранјем у приземљу и маниристичким елементима на горњим спратовима.

## Рад на изградњи задарских утврђења
Микеле Санмикели заслужан је и за основни распоред нових задарских утврда у 16. веку, смештај и композицију „Копнених врата (Porta Terraferma)“ а његов нећак Ђианђироламо Санмикели за обликовање великог средишњег бастиона -Понтона.
Интензивни радови на градњи новог фортификацијског састава у Задру започињу у доба Млетачко-турског рата 1537—1540, на којима су Микеле Санмикели и његов нећак Ђианђироламо били ангажировани од самог почетка. Микеле је упућен у Задар 1537. године, с првобитним задатком да преко задарског полуострва сагради обрамбени појас са два бастиона, но на концу је изведен фортификацијски систем битно друкчији од оног који је требало да се гради по упутствима војводе од Урбина, који је имао функцију "Capitano generale da terra". Како је Микеле Санмикели уместо војводина предлога трасирао друкчије утврђење, упућен је на Крф, а у Задру је остао Ђианђироламо (тада свега 24 године стар) који је довршио његове замисли.
Санмикели је одредио и место новоме главном улазу у град. Дотадашња су се главна „Копнена врата (Porta Terraferma)" налазила североисточније, у зони римских градских врата, односно римскога декумана (лат. decumanus - главна попречна улица у насељима Старог Рима). Након одлуке да то место заприечи нови велики бастион, Понтон, улаз у град требало је сместити на ново место, на начин да се врата надовезују на већ постојећу важну градску улицу, а које ће уједно бити погодно и у склопу новопројектованих утврђења. Нова Копнена врата (довршена 1543) представљају врхунско ремек-дело ренесансне архитектуре у Задру и шире.

## Најпознатија дела
- Капела Петручи у Цркви Св. Доминика (1516—1524, Орвијето)
- Капела Пелегрини у Цркви Св. Доминика (1528—1538, Верона)
- Палата Каноса (1530—1537, Верона)
- Врата Порта Нова (1533—1540, Верона)
- Палата Бевилаква (1534, Верона)
- Вила Брензоне (1541—1550, Пунто Сан Виђилио)
- Врата Порта Сан Зено (1542, Верона)
- Копнена врата (1543, Задар)
- Палата Корнаро (1547—1559, Венеција)
- Врата Порта Палио (1550—1557, Верона)
- Палата Помпеи (1551, Верона)
- Палата Гримани (започета 1556, Венеција)
- Црква „Madonna di Campagna“ (1559, Верона)
- Утврђења Брескија, Бергамо, Венеција, Задар, Крит и Крф